# Wereldmuseum

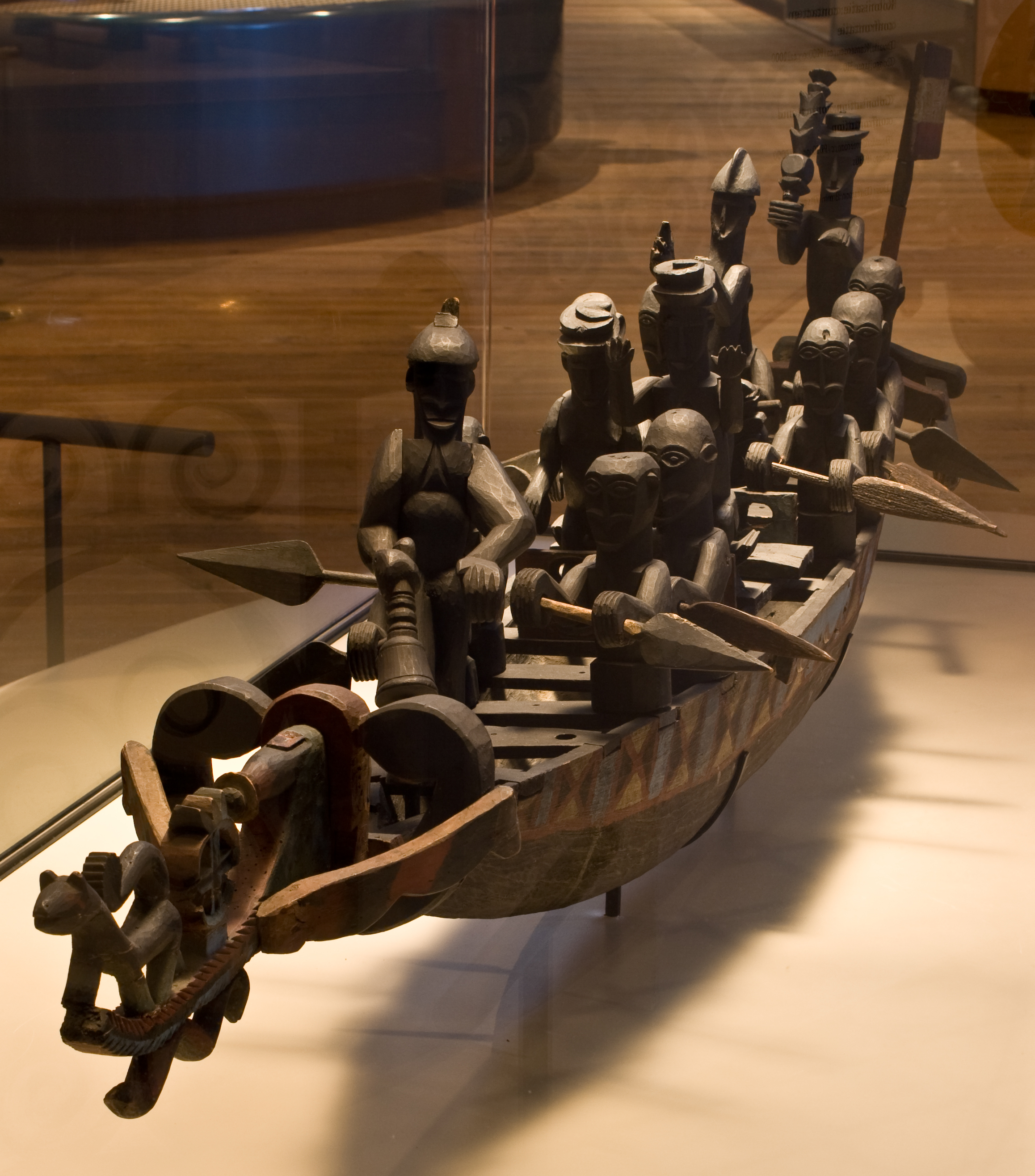
Canoa

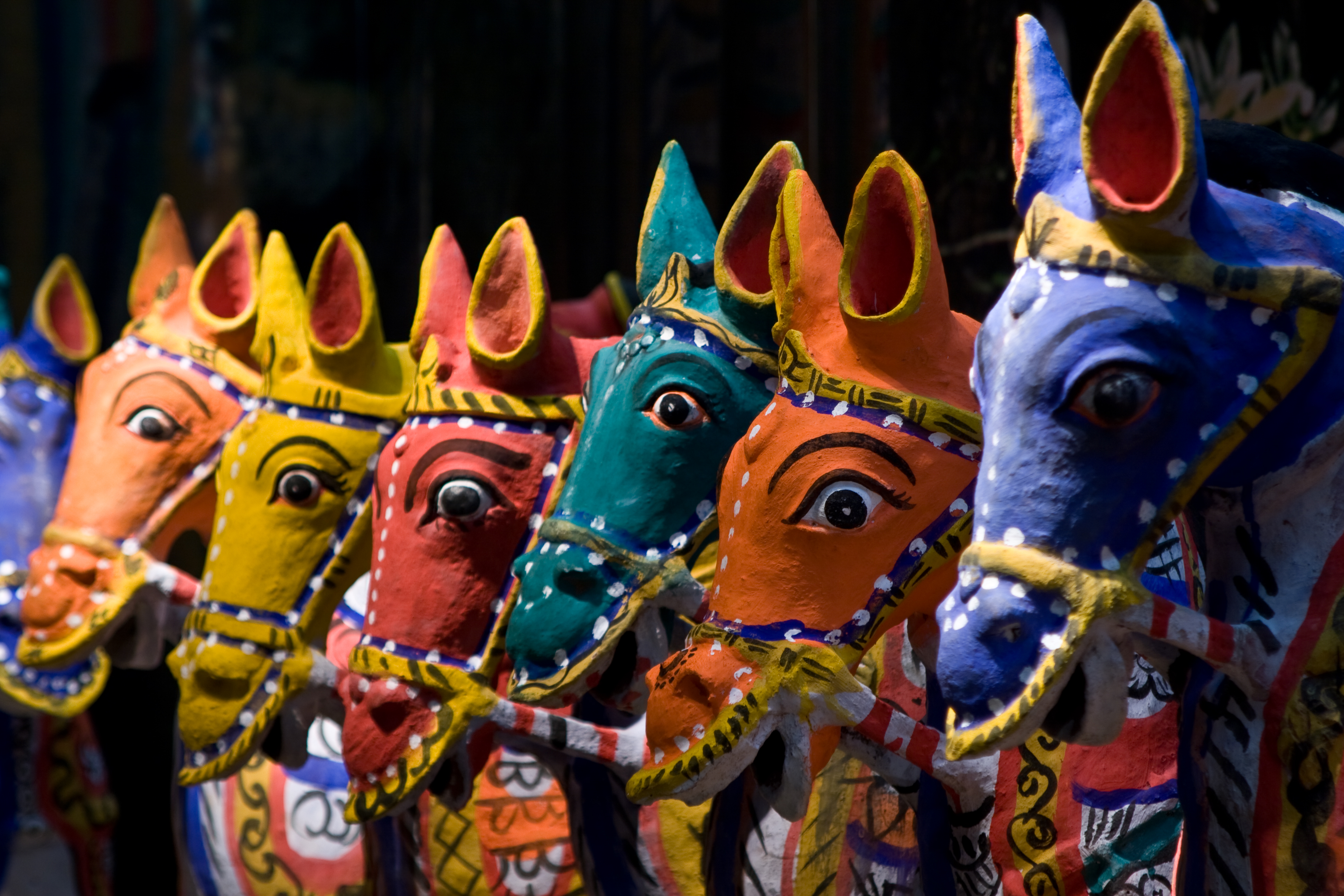
Cavalli del dio tamil Aiyānar

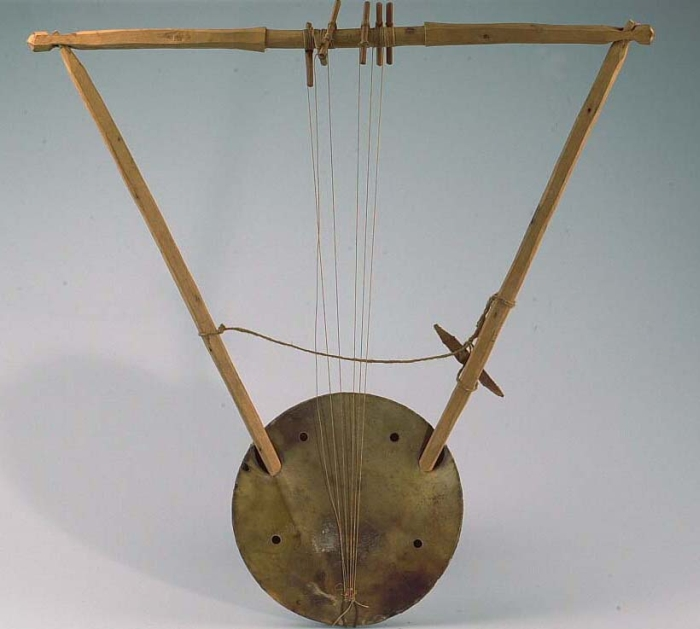
Un kissar, strumento musicale dell'Africa settentrionale

Il Wereldmuseum è un museo etnografico di Amsterdam dedicato alla cultura, all'arte e all'economia delle ex-colonie olandesi (Indonesia, Suriname e Caraibi olandesi) e di altri Paesi dell'area tropicale e subtropicale. Fu creato in origine a Haarlem con il nome di Koloniaal Museum nel 1864 ,  inaugurato nella sede e nella forma attuale nel 1978. Conosciuto dal 1950 come il Tropenmuseum ("Museo dei Tropici"), ha l'attuale nome dal 2023 .
La collezione del museo, che è classificato come rijksmonument ("monumento del regno"), si basa sui reperti raccolti dagli antropologi che lavoravano nelle ex-colonie olandesi.

## Ubicazione
Il museo si trova al nr. 2 di Linnaeusstraat, nella periferia orientale della città, nei pressi dell'Oosterpark e nelle vicinanze del giardino zoologico Artis.

## Caratteristiche e organizzazione del museo
Il museo è ospitato in un complesso realizzato nel 1926 su progetto di M.A. e J. van Nieukerken e destinato ad ospitare inizialmente l'Istituto Coloniale Olandese (Koninklijk Instituut voor de Tropen, abbreviato: KIT). La facciata dell'edificio è decorata con i simboli del colonialismo olandese, come alcuni fregi che rappresentano dei contadini mentre piantano del riso.
La collezione del museo ammonta ad oltre 340.000 pezzi. Il museo presenta otto mostre permanenti, dedicate alla cultura africana, asiatica, indiana e sudamericana, a cui si aggiungono alcune mostre temporanee. Le mostre permanenti più rilevanti trovano posto al pianterreno e nella sala centrale.
Il primo piano del museo è dedicato all'esposizione di oggetti di vita quotidiana delle popolazioni dei Tropici, tipo armi ed oggetti tribali. Vi sono poi delle ricostruzioni realistiche di tipologie abitative, come una via dell'Indonesia, una capanna afghana ed un tipico mercato arabo. Il secondo piano ospita invece una sezione intitolata "L'uomo e l'ambiente".
Tra i pezzi più pregiati della collezione, vi sono le imbarcazioni in legno del Pacifico, la collezione di maschere, i totem rituali della Nuova Guinea, ecc. Annesso al museo, vi è anche il Kindermuseum, uno spazio dedicato ai bambini.